# セレン化マンガン(IV)
セレン化マンガン(IV)(Manganese(II) diselenide)は、化学式MnSe2の無機化合物である。この珍しい固体化合物は、構造的には黄鉄鉱(FeS2)に似ている。セレン化マンガン(IV)は半導体となり正確な酸化数は記述できないが、黄鉄鉱とのアナログで、Mn2+とSe22-のイオンから構成されているとみなされることがある。